# Джоан Беррі
Джоан Беррі (англ. Joan Barry; 5 листопада 1903 — 10 квітня 1989) — британська акторка.

## Життєпис
У кіно почала зніматися з 15 років. Найбільш відомою все ж стала не її гра, а голос у фільмі Альфреда Гічкока «Шантаж» (1929), де вона озвучувала чеську акторку Анні Ондру. У 1934 році Джоан Беррі припинила зніматися, присвятивши себе родині.

## Вибрана фільмографія
- 1932 — Римський експрес — Місіс Макстед
- 1931 — Багаті та дивні — Емілі Гілл
- 1929 — Атлантик — Бетті Тейт-Гагес